# Italia ai Giochi della XXIX Olimpiade
L'Italia ha partecipato ai Giochi olimpici di Pechino dall'8 al 24 agosto 2008. Con 27 medaglie, di cui 8 ori, l'Italia ha ottenuto il nono posto nel medagliere.
Gli atleti della delegazione italiana sono stati 347, 215 uomini e 132 donne. Alla cerimonia di apertura il portabandiera è stato Antonio Rossi, Clemente Russo è stato quello della cerimonia di chiusura.

## Medagliere
| Riepilogo quotidiano | Riepilogo quotidiano | Riepilogo quotidiano | Riepilogo quotidiano | Riepilogo quotidiano | Riepilogo quotidiano | Riepilogo quotidiano |
| -------------------- | -------------------- | -------------------- | -------------------- | -------------------- | -------------------- | -------------------- |
| Giorno               | Data                 |                      |                      |                      | Totale               |                      |
| 1°                   | 8                    | —                    | —                    | —                    | —                    |                      |
| 2°                   | 9                    | 0                    | 0                    | 0                    | 0                    |                      |
| 3°                   | 10                   | 1                    | 1                    | 1                    | 3                    |                      |
| 4°                   | 11                   | 2                    | 1                    | 1                    | 4                    |                      |
| 5°                   | 12                   | 0                    | 1                    | 0                    | 1                    |                      |
| 6°                   | 13                   | 1                    | 0                    | 1                    | 2                    |                      |
| 7°                   | 14                   | 2                    | 0                    | 0                    | 2                    |                      |
| 8°                   | 15                   | 0                    | 0                    | 1                    | 1                    |                      |
| 9°                   | 16                   | 0                    | 1                    | 1                    | 2                    |                      |
| 10°                  | 17                   | 0                    | 1                    | 1                    | 2                    |                      |
| 11°                  | 18                   | 0                    | 0                    | 0                    | 0                    |                      |
| 12°                  | 19                   | 0                    | 0                    | 1                    | 1                    |                      |
| 13°                  | 20                   | 0                    | 1                    | 0                    | 1                    |                      |
| 14°                  | 21                   | 0                    | 0                    | 1                    | 1                    |                      |
| 15°                  | 22                   | 1                    | 1                    | 2                    | 4                    |                      |
| 16°                  | 23                   | 0                    | 2                    | 0                    | 2                    |                      |
| 17°                  | 24                   | 1                    | 0                    | 0                    | 1                    |                      |
| Totale               | Totale               | 8                    | 9                    | 10                   | 27                   |                      |

### Per discipline
| Sport           | Oro | Argento | Bronzo | Totale |
| --------------- | --- | ------- | ------ | ------ |
| Scherma         | 2   | 0       | 5      | 7      |
| Tiro            | 1   | 2       | 0      | 3      |
| Pugilato        | 1   | 1       | 1      | 3      |
| Nuoto           | 1   | 1       | 0      | 2      |
| Atletica        | 1   | 0       | 1      | 2      |
| Judo            | 1   | 0       | 0      | 1      |
| Lotta           | 1   | 0       | 0      | 1      |
| Canoa/Kayak     | 0   | 1       | 1      | 2      |
| Vela            | 0   | 1       | 1      | 2      |
| Canottaggio     | 0   | 1       | 0      | 1      |
| Taekwondo       | 0   | 1       | 0      | 1      |
| Tiro con l'arco | 0   | 1       | 0      | 1      |
| Ciclismo        | 0   | 0       | 1      | 1      |
| Totale          | 8   | 9       | 10     | 27     |

### Medaglie
| Medaglia | Nome                                                                      | Sport              | Evento                         |
| -------- | ------------------------------------------------------------------------- | ------------------ | ------------------------------ |
| Oro      | Matteo Tagliariol                                                         | Scherma            | Spada individuale maschile     |
| Oro      | Giulia Quintavalle                                                        | Judo               | 57 kg femminile                |
| Oro      | Valentina Vezzali                                                         | Scherma            | Fioretto individuale femminile |
| Oro      | Federica Pellegrini                                                       | Nuoto              | 200 m stile libero femminile   |
| Oro      | Chiara Cainero                                                            | Tiro a volo        | Skeet femminile                |
| Oro      | Andrea Minguzzi                                                           | Lotta greco-romana | 84 kg                          |
| Oro      | Alex Schwazer                                                             | Atletica leggera   | Marcia 50 km                   |
| Oro      | Roberto Cammarelle                                                        | Pugilato           | Pesi supermassimi              |
| Argento  | Giovanni Pellielo                                                         | Tiro a volo        | Trap maschile                  |
| Argento  | Ilario Di Buò Marco Galiazzo Mauro Nespoli                                | Tiro con l'arco    | Squadre maschile               |
| Argento  | Francesco D'Aniello                                                       | Tiro a volo        | Double trap maschile           |
| Argento  | Alessia Filippi                                                           | Nuoto              | 800 m stile libero femminile   |
| Argento  | Luca Agamennoni Simone Venier Rossano Galtarossa Simone Raineri           | Canottaggio        | Quattro di coppia              |
| Argento  | Alessandra Sensini                                                        | Vela               | Windsurf femminile             |
| Argento  | Mauro Sarmiento                                                           | Taekwondo          | 80 kg maschile                 |
| Argento  | Josefa Idem                                                               | Canoa/Kayak        | K1 500 m femminile             |
| Argento  | Clemente Russo                                                            | Pugilato           | Pesi massimi                   |
| Bronzo   | Tatiana Guderzo                                                           | Ciclismo           | Corsa in linea femminile       |
| Bronzo   | Margherita Granbassi                                                      | Scherma            | Fioretto individuale femminile |
| Bronzo   | Salvatore Sanzo                                                           | Scherma            | Fioretto individuale maschile  |
| Bronzo   | Matteo Tagliariol Diego Confalonieri Alfredo Rota Stefano Carozzo         | Scherma            | Spada a squadre maschile       |
| Bronzo   | Valentina Vezzali Giovanna Trillini Margherita Granbassi Ilaria Salvatori | Scherma            | Fioretto a squadre femminile   |
| Bronzo   | Aldo Montano Luigi Tarantino Giampiero Pastore Diego Occhiuzzi            | Scherma            | Sciabola a squadre maschile    |
| Bronzo   | Diego Romero Paschetta                                                    | Vela               | Laser maschile                 |
| Bronzo   | Elisa Rigaudo                                                             | Atletica leggera   | Marcia 20 km                   |
| Bronzo   | Vincenzo Picardi                                                          | Pugilato           | Pesi mosca                     |
| Bronzo   | Andrea Facchin Antonio Scaduto                                            | Canoa/kayak        | K2 1000                        |

### Plurimedagliati
| Nome                 | Sport   | Oro | Argento | Bronzo | Totale |
| -------------------- | ------- | --- | ------- | ------ | ------ |
| Matteo Tagliariol    | Scherma | 1   | 0       | 1      | 2      |
| Valentina Vezzali    | Scherma | 1   | 0       | 1      | 2      |
| Margherita Granbassi | Scherma | 0   | 0       | 2      | 2      |

## Atletica (corse, lanci, salti)

### Uomini
Corse su pista, marcia e maratona
| Atleta                                                             | Evento            | Batteria | Batteria  | 2º turno     | 2º turno     | Finale       | Finale       |
| Atleta                                                             | Evento            | Tempo    | Risultato | Tempo        | Risultato    | Tempo        | Risultato    |
| ------------------------------------------------------------------ | ----------------- | -------- | --------- | ------------ | ------------ | ------------ | ------------ |
| Simone Collio                                                      | 100 m             | 10"32    | Q         | 10"33        | eliminato    |              |              |
| Fabio Cerutti                                                      | 100 m             | 10"49    | eliminato |              |              |              |              |
| Claudio Licciardello                                               | 400 m             | 45"25    | Q         | 45"64        | eliminato    |              |              |
| Christian Obrist                                                   | 1500 m            | 3'35"91  | Q         | 3'37"47      | Q            | 3'39"87      | 11º          |
| Matteo Villani                                                     | 3000 m siepi      | ritirato | ritirato  |              |              |              |              |
| Stefano Baldini                                                    | Maratona          |          |           |              |              | 2h13'25"     | 12º          |
| Ruggero Pertile                                                    | Maratona          |          |           |              |              | 2h13'39"     | 15º          |
| Ottaviano Andriani                                                 | Maratona          |          |           |              |              | 2h16'10"     | 23º          |
| Fabio Cerutti Simone Collio Emanuele Di Gregorio Jacques Riparelli | Staffetta 4×100 m | ?        | ?         | squalificati | squalificati |              |              |
| Ivano Brugnetti                                                    | 20 km marcia      |          |           |              |              | 1h19'51"     | 5º           |
| Giorgio Rubino                                                     | 20 km marcia      |          |           |              |              | 1h22'11"     | 18º          |
| Jean-Jacques Nkouloukidi                                           | 20 km marcia      |          |           |              |              | 1h26'53"     | 37º          |
| Alex Schwazer                                                      | 50 km marcia      |          |           |              |              | 3h37'09"     | Oro          |
| Marco De Luca                                                      | 50 km marcia      |          |           |              |              | 3h54'47"     | 19º          |
| Diego Cafagna                                                      | 50 km marcia      |          |           |              |              | squalificato | squalificato |

Eventi su campo
| Atleta             | Evento              | Qualificazioni | Qualificazioni | Finale | Finale    |
| Atleta             | Evento              | Misura         | Posizione      | Misura | Posizione |
| ------------------ | ------------------- | -------------- | -------------- | ------ | --------- |
| Andrew Howe        | Salto in lungo      | 7,81 m         | eliminato      |        |           |
| Fabrizio Donato    | Salto triplo        | 16,70 m        | eliminato      |        |           |
| Filippo Campioli   | Salto in alto       | 2,25 m         | Q              | 2,20 m | 10º       |
| Andrea Bettinelli  | Salto in alto       | 2,25 m         | eliminato      |        |           |
| Alessandro Talotti | Salto in alto       | 2,20 m         | eliminato      |        |           |
| Giuseppe Gibilisco | Salto con l'asta    | 5,65 m         | Q              | 5,45 m | NM        |
| Hannes Kirchler    | Lancio del disco    | 56,44 m        | eliminato      |        |           |
| Nicola Vizzoni     | Lancio del martello | 75,01 m        | eliminato      |        |           |
| Marco Lingua       | Lancio del martello | NM             | eliminato      |        |           |

### Donne
Corse su pista, marcia e maratona
| Atleta                                                  | Evento            | Batteria     | Batteria     | 2º turno | 2º turno  | Finale   | Finale    |
| Atleta                                                  | Evento            | Tempo        | Risultato    | Tempo    | Risultato | Tempo    | Risultato |
| ------------------------------------------------------- | ----------------- | ------------ | ------------ | -------- | --------- | -------- | --------- |
| Anita Pistone                                           | 100 m             | 11"43        | Q            | 11"56    | eliminata |          |           |
| Micol Cattaneo                                          | 100 m ostacoli    | 13"13        | eliminata    |          |           |          |           |
| Vincenza Calì                                           | 200 m             | 23"44        | Q            | 23"56    | eliminata |          |           |
| Libania Grenot                                          | 400 m             | 50"87        | Q            | 50"83    | eliminata |          |           |
| Elisa Cusma                                             | 800 m             | 2'00"24      | Q            | 1'59"52  | eliminata |          |           |
| Elena Romagnolo                                         | 3000 m siepi      | 9'27"48      | Q            | 9'30"04  | eliminata |          |           |
| Silvia Weissteiner                                      | 5000 m            | 15'23"45     | Q            |          |           |          |           |
| Anna Incerti                                            | Maratona          |              |              |          |           | 2h30'55" | 14ª       |
| Bruna Genovese                                          | Maratona          |              |              |          |           | 2h31'31" | 17ª       |
| Vincenza Sicari                                         | Maratona          |              |              |          |           | 2h33'31" | 29ª       |
| Anita Pistone Vincenza Calì Giulia Arcioni Audrey Alloh | Staffetta 4×100 m | squalificate | squalificate |          |           |          |           |
| Elisa Rigaudo                                           | 20 km marcia      |              |              |          |           | 1h27'12" | Bronzo    |

Concorsi
| Atleta                | Evento                 | Qualificazioni | Qualificazioni | Finale  | Finale    |
| Atleta                | Evento                 | Misura         | Posizione      | Misura  | Posizione |
| --------------------- | ---------------------- | -------------- | -------------- | ------- | --------- |
| Magdelín Martínez     | Salto triplo           | 14,00 m        | eliminata      |         |           |
| Antonietta Di Martino | Salto in alto          | 1,93 m         | Q              | 1,93 m  | 10ª       |
| Chiara Rosa           | Getto del peso         | 18,74 m        | Q              | 18,22 m | 13ª       |
| Assunta Legnante      | Getto del peso         | 17,76 m        | Q              |         |           |
| Clarissa Claretti     | Lancio del martello    | 71,82 m        | Q              | 71,33 m | 7ª        |
| Silvia Salis          | Lancio del martello    | 62,28 m        | eliminata      |         |           |
| Zahra Bani            | Lancio del giavellotto | NM             | eliminata      |         |           |

## Badminton
Femminile
| Atleta           | Evento  | 64-esimi                                  | 32-esimi             | 16-esimi             | Quarti di Finale     | Semifinale           | Finale               | Finale |
| Atleta           | Evento  | Avversario Punteggio                      | Avversario Punteggio | Avversario Punteggio | Avversario Punteggio | Avversario Punteggio | Avversario Punteggio | Rank   |
| ---------------- | ------- | ----------------------------------------- | -------------------- | -------------------- | -------------------- | -------------------- | -------------------- | ------ |
| Agnese Allegrini | Singolo | Larisa Griga (UKR) P 0 - 2 (15-21, 11-21) |                      |                      |                      |                      |                      |        |

## Calcio

### Maschile

#### Rosa
| Portieri: Andrea Consigli (21) (Atalanta) Emiliano Viviano (22) (Brescia) Salvatore Sirigu (21) (Cremonese) |

| Difensori: Salvatore Bocchetti (21) (Genoa) Andrea Coda (23) (Udinese) Domenico Criscito (21) (Genoa) Paolo De Ceglie (21) (Juventus) Lorenzo De Silvestri (20) (Lazio) Marco Motta (22) (Udinese) Andrea Ranocchia (20) (Arezzo) |

| Centrocampisti: Ignazio Abate (21) (AC Milan) Luca Cigarini (22) (Atalanta) Daniele Dessena (21) (Parma) Claudio Marchisio (22) (Juventus) Riccardo Montolivo (23) (Fiorentina) Antonio Nocerino (23) (Palermo) Andrea Russotto (20) (Napoli) Antonio Candreva (21) (Udinese) |

| Attaccanti: Robert Acquafresca (20) (Cagliari) Sebastian Giovinco (21) (Juventus) Tommaso Rocchi (30) (Lazio) Giuseppe Rossi (21) (Villareal) |

Allenatore: Pierluigi Casiraghi.

#### Girone
| Arbitro: | Skomina |

|  |           |                                                      |
|  | Marcatori | 40’ Giovinco 44’ (rig.) Rossi 50’ (rig.) Acquafresca |

| Arbitro: | Einwaller |

|                                    |           |  |
| Rossi 15’ Rocchi 31’ Montolivo 90’ | Marcatori |  |

| Tientsin 13 agosto 2008, ore 17:00 UTC+8 | Italia U-23 | 0 – 0 referto | Camerun U-23 | Tianjin Olympic Centre Stadium (47.307 spett.)\| Arbitro: \| Vázquez \| |
| Arbitro:                                 | Vázquez     |               |              |                                                                         |

| Squadra            | P.ti | G | V | N | P | GF | GS | DR |
| ------------------ | ---- | - | - | - | - | -- | -- | -- |
| Italia U-23        | 7    | 3 | 2 | 1 | 0 | 6  | 0  | +6 |
| Camerun U-23       | 5    | 3 | 1 | 2 | 0 | 2  | 1  | +1 |
| Corea del Sud U-23 | 4    | 3 | 1 | 1 | 1 | 2  | 4  | -2 |
| Honduras U-23      | 0    | 3 | 0 | 0 | 3 | 0  | 5  | -5 |

#### Quarti di finale
| Arbitro: | Héctor Baldassi |

|                              |           |                               |
| 18’ (rig.), 74’ (rig.) Rossi | Marcatori | 23’, 79’ Dembélé 47’ Mirallas |

## Canoa Kayak

### Velocità
Maschile
| Atleta                                                        | Evento     | Batterie | Batterie   | Semifinali | Semifinali | Finale   | Finale     |
| Atleta                                                        | Evento     | Tempo    | Classifica | Tempo      | Classifica | Tempo    | Classifica |
| ------------------------------------------------------------- | ---------- | -------- | ---------- | ---------- | ---------- | -------- | ---------- |
| Michele Zerial                                                | K-1 500 m  | 1:36:950 | 3° QS      | 1:42.931   | 4°         |          |            |
| Andrea Facchin Antonio Scaduto                                | K-2 500 m  | 1:30:240 | 6th QF     |            |            | 1:31.934 | 9°         |
| Andrea Facchin Antonio Scaduto                                | K-2 1000 m | 3:18:897 | 3° QF      |            |            | 3:14.750 |            |
| Franco Benedini Luca Piemonte Alberto Ricchetti Antonio Rossi | K-4 1000 m | 2:58:627 | 2° QF      |            |            | 2:57.626 | 4th        |

Femminile
| Atleta                                                          | Evento    | Batterie | Batterie   | Semifinali | Semifinali | Finale   | Finale     |
| Atleta                                                          | Evento    | Tempo    | Classifica | Tempo      | Classifica | Tempo    | Classifica |
| --------------------------------------------------------------- | --------- | -------- | ---------- | ---------- | ---------- | -------- | ---------- |
| Josefa Idem                                                     | K-1 500 m | 1:48:864 | 1° QF      |            |            | 1:50.677 |            |
| Stefania Cicali Fabiana Sgroi                                   | K-2 500 m | 1:47:018 | 12° QS     | 1:46.163   | 6°         |          |            |
| Stefania Cicali Alice Fagioli Alessandra Galiotto Fabiana Sgroi | K-4 500 m | 1:37:436 | 4° QS      | 1:37:887   | 3° QF      | 1:36.770 | 8°         |

### Slalom
Maschile
| Atleta                      | Evento | Qualificazioni | Qualificazioni | Qualificazioni | Qualificazioni | Qualificazioni | Qualificazioni | Semifinali | Semifinali | Semifinali | Finale   | Finale | Finale     | Totale | Classifica |
| Atleta                      | Evento | 1° Manche      | Class.         | 2° Manche      | Class.         | Totale         | Class.         | Penalità   | Tempo      | Class.     | Penalità | Tempo  | Classifica | Totale | Classifica |
| --------------------------- | ------ | -------------- | -------------- | -------------- | -------------- | -------------- | -------------- | ---------- | ---------- | ---------- | -------- | ------ | ---------- | ------ | ---------- |
| Andrea Benetti Erik Masoero | C-2    | 100.08         | 9              | 102.20         | 9              | 202.28         | 8 Q            |            | 103.64     | 6 Q        |          | 100.48 | 5          | 204.12 | 5          |
| Daniele Molmenti            | K-1    | 85.13          | 5              | 83.46          | 3              | 168.59         | 3 Q            | 2          | 88.56      | 8 Q        | 52       | 142.37 | 10         | 230.93 | 10         |

Femminile
| Atleta                   | Evento | Qualificazioni | Qualificazioni | Qualificazioni | Qualificazioni | Qualificazioni | Qualificazioni | Semifinali | Semifinali | Semifinali | Finale   | Finale | Finale     | Totale | Classifica |
| Atleta                   | Evento | 1° Manche      | Class.         | 2° Manche      | Class.         | Totale         | Class.         | Penalità   | Tempo      | Class.     | Penalità | Tempo  | Classifica | Totale | Classifica |
| ------------------------ | ------ | -------------- | -------------- | -------------- | -------------- | -------------- | -------------- | ---------- | ---------- | ---------- | -------- | ------ | ---------- | ------ | ---------- |
| Maria Cristina Giai Pron | K-1    | 102.75         | 9              | 100.95         | 9              | 203.70         | 9 Q            | 2          | 104.52     | 5 Q        | 154      | 251.26 | 10         | 355.78 | 10         |

## Canottaggio
Maschile
| Atleta                                                             | Evento                   | Batterie | Batterie   | Semifinali | Semifinali | Finale  | Finale     |
| Atleta                                                             | Evento                   | Tempo    | Classifica | Tempo      | Classifica | Tempo   | Classifica |
| ------------------------------------------------------------------ | ------------------------ | -------- | ---------- | ---------- | ---------- | ------- | ---------- |
| Dario Dentale Raffaello Leonardo                                   | 2 senza                  | 6:51:01  | 2 Q        | 6:47:30    | 5          |         |            |
| Elia Luini Marcello Miani                                          | 2 di coppia pesi leggeri | 6:16:16  | 1 Q        | 6:31:16    | 2 Q        | 6:16:15 | 4°         |
| Carlo Mornati Alessio Sartori Niccolò Mornati Lorenzo Carboncini   | 4 senza                  | 6:02:84  | 2 Q        | 6:05:21    | 6          |         |            |
| Luca Agamennoni Simone Venier Rossano Galtarossa Simone Raineri    | 4 di coppia              | 5:36:42  | 2° Q       | 5:51:20    | 1° Q       | 5:43:57 |            |
| Catello Amarante I Salvatore Amitrano Jiri Vlcek Bruno Mascarenhas | 4 di coppia pesi leggeri | 5:54:12  | 3 Q        | 6:14:73    | 5          |         |            |

Femminile
| Atleta                                | Evento      | Batterie | Batterie   | Quarti di finale Ripescaggi | Quarti di finale Ripescaggi | Semifinali | Semifinali | Finale | Finale     |
| Atleta                                | Evento      | Tempo    | Classifica | Tempo                       | Classifica                  | Tempo      | Classifica | Tempo  | Classifica |
| ------------------------------------- | ----------- | -------- | ---------- | --------------------------- | --------------------------- | ---------- | ---------- | ------ | ---------- |
| Gabriella Bascelli                    | Singolo     | 7:43:67  | 1 Q        | 7:36:68                     | 3 Q                         | 7:42:10    | 4          |        |            |
| Elisabetta Sancassani Laura Schiavone | 2 di coppia | 7:30:25  | 5          | 7:01.69                     | 4                           |            |            |        |            |

## Ciclismo

### Ciclismo su strada
Maschile
| Atleta            | Evento                  | Tempo               | Classifica          |
| ----------------- | ----------------------- | ------------------- | ------------------- |
| Paolo Bettini     | Corsa in linea maschile | 6h 24' 24" (+0:35)  | 18°                 |
| Marzio Bruseghin  | Corsa in linea maschile | 6h 34' 26" (+10:37) | 63°                 |
| Vincenzo Nibali   | Corsa in linea maschile | ritirato            | ritirato            |
| Franco Pellizotti | Corsa in linea maschile | 6h 31' 06" (+7:17)  | 50°                 |
| Davide Rebellin   | Corsa in linea maschile | 6h 23' 49" (+0:00)  | 2° poi squalificato |

Femminile
| Atleta          | Evento                   | Tempo              | Classifica |
| --------------- | ------------------------ | ------------------ | ---------- |
| Noemi Cantele   | Corsa in linea femminile | 3h 32′ 45″         | 15^        |
| Vera Carrara    | Corsa in linea femminile | ritirata           | ritirata   |
| Tatiana Guderzo | Corsa in linea femminile | 3h 32′ 24″ (+0:00) |            |

### Ciclismo su pista
Velocità
| Atleta          | Evento            | Qualificazione       | Qualificazione | 16-esimi   | Ottavi     | 8 Finals Ripescaggi | Finale (9º-12º posto) | Finale (9º-12º posto) |
| Atleta          | Evento            | Tempo Velocità       | Posizione      | Avversario | Avversario | Posizione           | Posizione             | Posizione             |
| --------------- | ----------------- | -------------------- | -------------- | ---------- | ---------- | ------------------- | --------------------- | --------------------- |
| Roberto Chiappa | Velocità maschile | 10.314 (69.808 km/h) | 8°             | W Watanabe | L Bourgain | 3°                  | 2°                    | 10°                   |

Keirin
| Atleta          | Evento          | 1º turno  | Ripescaggi | 2º turno  | Finale (7º-12º posto) |
| Atleta          | Evento          | Posizione | Posizione  | Posizione | Posizione             |
| --------------- | --------------- | --------- | ---------- | --------- | --------------------- |
| Roberto Chiappa | Keirin maschile | Eliminato | 5°         | Eliminato | Eliminato             |

Corse a punti
| Atleta                       | Evento                  | Punti/Giri | Posizione |
| ---------------------------- | ----------------------- | ---------- | --------- |
| Angelo Ciccone               | Corsa a punti maschile  | 8 punti    | 13°       |
| Vera Carrara                 | Corsa a punti femminile | 1 punto    | 14°       |
| Angelo Ciccone Fabio Masotti | Madison maschile        | 0 punti    | 14°       |

### BMX
Maschile
| Atleta           | Evento      | 1ª Fase   | 1ª Fase   | 1ª Fase    | Quarti di finale | Quarti di finale | Quarti di finale | Quarti di finale | Semifinale | Semifinale | Semifinale | Semifinale | Finale |  |
| Atleta           | Evento      | 1ª Manche | 2ª Manche | Classifica | 1ª Manche        | 2ª Manche        | 3ª Manche        | Classifica       | 1ª Manche  | 2ª Manche  | 3ª Manche  | Classifica |        |  |
| ---------------- | ----------- | --------- | --------- | ---------- | ---------------- | ---------------- | ---------------- | ---------------- | ---------- | ---------- | ---------- | ---------- | ------ |  |
| Manuel de Vecchi | Individuale | 37.309    | 36.351    | 10° Q      | 3 punti          | 6 pt             | 2 pt             | 3° Q             | 6 pt       | 7 pt       | 7 pt       | 8°         |        |  |

### Mountain Bike
Maschile
| Atleta                | Evento        | Tempo                | Classifica |
| --------------------- | ------------- | -------------------- | ---------- |
| Marco Aurelio Fontana | Cross-country | 1h 59' 59" (+4' 00") | 5          |
| Yader Zoli            | Cross-country | (+1 giro)            | 30         |

Femminile
| Atleta      | Evento        | Tempo                 | Classifica |
| ----------- | ------------- | --------------------- | ---------- |
| Eva Lechner | Cross-country | 1h 58' 22" (+13' 11") | 16         |

## Equitazione
Dressage
| Atleta              | Cavallo  | Evento      | Round 1   | Round 1    | Round 2   | Round 2    | Round 2          | Round 2    | Finale    | Finale     | Finale           | Finale     |
| Atleta              | Cavallo  | Evento      | Punteggio | Classifica | Punteggio | Classifica | Punteggio totale | Classifica | Punteggio | Classifica | Punteggio totale | Classifica |
| ------------------- | -------- | ----------- | --------- | ---------- | --------- | ---------- | ---------------- | ---------- | --------- | ---------- | ---------------- | ---------- |
| Pierluigi Sangiorgi | Flourian | Individuale | 61.875    | 37         |           |            |                  |            |           |            |                  |            |

Concorso completo
| Atleta                                                                             | Cavallo         | Evento      | Dressage | Dressage   | Cross-country | Cross-country | Salto ostacoli | Salto ostacoli | Salto ostacoli | Salto ostacoli | Totale   | Totale     |
| Atleta                                                                             | Cavallo         | Evento      | Dressage | Dressage   | Cross-country | Cross-country | Qualificazione | Qualificazione | Finale         | Finale         | Totale   | Totale     |
| Atleta                                                                             | Cavallo         | Evento      | Penalità | Classifica | Penalità      | Classifica    | Penalità       | Classifica     | Penalità       | Classifica     | Penalità | Classifica |
| ---------------------------------------------------------------------------------- | --------------- | ----------- | -------- | ---------- | ------------- | ------------- | -------------- | -------------- | -------------- | -------------- | -------- | ---------- |
| Susanna Bordone                                                                    | Ava             | Individuale | 37.80    | 8          | 28.80         | 21            | 20.00          | 26             | 14.00          | 23             | 100.60   | 23         |
| Stefano Brecciaroli                                                                | Cappa Hill      | Individuale | 50.00    | 33         | 62.00         | 46            | 4.00           | 41             |                |                | 116.00   | 40         |
| Fabio Magni                                                                        | Southern King V | Individuale | 49.60    | 31         | 70.00         | 50            | 0.00           | 42             |                |                | 119.60   | 41         |
| Vittoria Panizzon                                                                  | Rock Model      | Individuale | 50.60    | 35         | 18.40         | 25            | 0.00           | 17             | 8.00           | 16             | 77.00    | 16         |
| Roberto Rotatori                                                                   | Irham De Viages | Individuale | 40.00    | 12         | 22.80         | 17            | 28.00          | 30             |                |                | 90.80    | 29         |
| Susanna Bordone Stefano Brecciaroli Fabio Magni Vittoria Panizzon Roberto Rotatori |                 | Squadre     | 127.40   | 5          | 71.00         | 4             | 48.00          | 6              |                |                | 246.40   | 6          |

## Ginnastica

### Ginnastica artistica
Maschile
| Atleta                                                                                      | Evento               | Attrezzo  | Attrezzo     | Attrezzo | Attrezzo | Attrezzo  | Attrezzo | Qualificazioni | Qualificazioni | Finale | Finale     |
| Atleta                                                                                      | Evento               | Volteggio | Corpo libero | Cavallo  | Anelli   | Parallele | Sbarra   | Totale         | Classifica     | Totale | Classifica |
| ------------------------------------------------------------------------------------------- | -------------------- | --------- | ------------ | -------- | -------- | --------- | -------- | -------------- | -------------- | ------ | ---------- |
| Matteo Angioletti                                                                           | Concorso individuale | 16.500    | 14.250       |          | 15.625   |           | 13.575   | 59.950         | 64             |        |            |
| Alberto Busnari                                                                             | Concorso individuale |           | 13.525       | 15.125   |          | 14.625    | 14.375   | 57.650         | 69             |        |            |
| Igor Cassina                                                                                | Concorso individuale | 0.000     |              | 13.800   |          | 14.125    | 16.000   | 43.925         | 77             |        |            |
| Andrea Coppolino                                                                            | Concorso individuale | 14.825    | 14.025       | 12.925   | 15.975   | 13.675    |          | 71.425         | 59             |        |            |
| Matteo Morandi                                                                              | Concorso individuale | 16.100    | 14.175       | 13.700   | 16.025   | 13.725    | 13.850   | 87.575         | 31st           |        |            |
| Enrico Pozzo                                                                                | Concorso individuale | 15.700    | 14.800       | 14.325   | 14.250   | 14.750    | 14.850   | 88.675         | 26 Q           | 89.375 | 19         |
| Matteo Angioletti Alberto Busnari Igor Cassina Andrea Coppolino Matteo Morandi Enrico Pozzo | Concorso a squadre   | 63.125    | 57.250       | 56.950   | 61.875   | 57.225    | 59.075   | 355.500        | 12             |        |            |

Femminile
| Atlete                                                                                              | Evento               | Attrezzo  | Attrezzo     | Attrezzo               | Attrezzo | Qualificazione | Qualificazione | Finale | Finale     |
| Atlete                                                                                              | Evento               | Volteggio | Corpo libero | Parallele asimmetriche | Trave    | Totale         | Classifica     | Totale | Classifica |
| --------------------------------------------------------------------------------------------------- | -------------------- | --------- | ------------ | ---------------------- | -------- | -------------- | -------------- | ------ | ---------- |
| Francesca Benolli                                                                                   | Concorso individuale | 15.075    | 13.600       | 14.475                 | 13.850   | 57.000         | 35             |        |            |
| Monica Bergamelli                                                                                   | Concorso individuale | 13.900    |              |                        | 14.350   | 28.250         | 89             |        |            |
| Vanessa Ferrari                                                                                     | Concorso individuale | 14.825    | 14.650       | 14.050                 | 14.775   | 58.300         | 21 Q           | 59.450 | 11         |
| Federica Macrì                                                                                      | Concorso individuale |           | 13.800       | 13.550                 |          | 27.350         | 91             |        |            |
| Lia Parolari                                                                                        | Concorso individuale | 14.075    | 14.575       | 14.375                 | 15.175   | 58.200         | 23 Q           | 58.925 | 14         |
| Carlotta Giovannini                                                                                 | Concorso individuale | 15.100    | 13.575       | 14.475                 | 13.900   | 57.050         | 34             |        |            |
| Francesca Benolli Monica Bergamelli Vanessa Ferrari Federica Macrì Lia Parolari Carlotta Giovannini | Concorso a squadre   | 59.075    | 56.625       | 57.375                 | 58.200   | 231.275        | 10             |        |            |

### Ginnastica ritmica
Femminile
| Atleta                                                                                             | Evento             | Qualificazione | Qualificazione    | Qualificazione | Qualificazione | Finale   | Finale            | Finale | Finale     |
| Atleta                                                                                             | Evento             | 5 nastro       | 3 cerchi& 2 palle | Totale         | Classifica     | 5 nastro | 3 cerchi& 2 palle | Totale | Classifica |
| -------------------------------------------------------------------------------------------------- | ------------------ | -------------- | ----------------- | -------------- | -------------- | -------- | ----------------- | ------ | ---------- |
| Elisa Blanchi Fabrizia D'Ottavio Marinella Falca Daniela Masseroni Elisa Santoni Anželika Savrajuk | Concorso a squadre | 17.150         | 17.375            | 34.525         | 4              | 17.000   | 17.425            | 34.425 | 4          |

### Trampolino elastico
Maschile
| Atleta         | Evento      | Qualificazioni | Qualificazioni | Finale    | Finale     |
| Atleta         | Evento      | Punteggio      | Classifica     | Punteggio | Classifica |
| -------------- | ----------- | -------------- | -------------- | --------- | ---------- |
| Flavio Cannone | Individuale | 66.50          | 14             |           |            |

## Judo
Maschile
| Atleta                 | Evento  | Preliminari          | 16-esimi                  | Ottavi                     | Quarti di finale     | Semifinali           | 1º Turno ripescaggi      | Ripescaggi Quarti      | Ripescaggi Semifinali | Finale               |
| Atleta                 | Evento  | Avversario Risultato | Avversario Risultato      | Avversario Risultato       | Avversario Risultato | Avversario Risultato | Avversario Risultato     | Avversario Risultato   | Avversario Risultato  | Avversario Risultato |
| ---------------------- | ------- | -------------------- | ------------------------- | -------------------------- | -------------------- | -------------------- | ------------------------ | ---------------------- | --------------------- | -------------------- |
| Giovanni Nicola Casale | −66 kg  |                      | F Novoa V (ippon)         | C Min-Pak P (ippon)        |                      |                      | G Nurmuhammedov V (yuko) | P Dias V (ippon)       | A Gadanov P (ippon)   |                      |
| Giuseppe Maddaloni     | −81 kg  |                      | A Brenes V (yuko)         | G Elmont P (ippon)         |                      |                      | N Damdinsuren P (ippon)  |                        |                       |                      |
| Roberto Meloni         | −90 kg  |                      | J Borodavko V (0100-0010) | Y Dafreville P (0000-0010) |                      |                      | E Santos P (0000-1000)   |                        |                       |                      |
| Paolo Bianchessi       | +100 kg |                      | S Ishii P (0000-1011)     |                            |                      |                      | El Shehaby V (0010-0000) | T Tmenov P (0001-1010) |                       |                      |

Femminile
| Atleta             | Evento | Preliminari              | 32-esimi                | 16-esimi                 | Quarti di finale           | Semifinali           | 1º Turno ripescaggi  | Ripescaggi Quarti        | Ripeschaggi Semifinali | Finale                 |
| Atleta             | Evento | Avversario Risultato     | Avversario Risultato    | Avversario Risultato     | Avversario Risultato       | Avversario Risultato | Avversario Risultato | Avversario Risultato     | Avversario Risultato   | Avversario Risultato   |
| ------------------ | ------ | ------------------------ | ----------------------- | ------------------------ | -------------------------- | -------------------- | -------------------- | ------------------------ | ---------------------- | ---------------------- |
| Giulia Quintavalle | −57 kg |                          | Y Boenisch V (waza-ari) | K Erdenet-Od V (ippon)   | B Harel V (yuko)           | M Pekli V (yuko)     |                      |                          |                        | D Gravenstijn V (yuko) |
| Ylenia Scapin      | −70 kg |                          | C Jacques V (yuko)      | A Hernandez P (ippon)    |                            |                      |                      | Y Alvear P (ippon)       |                        |                        |
| Lucia Morico       | −78 kg |                          |                         | S Nakazawa V (0010-0001) | E San Miguel P (0220-0011) |                      |                      | S Edinanci P (0000-1101) |                        |                        |
| Michela Torrenti   | +78 kg | J Shepherd P (0000-0001) |                         |                          |                            |                      |                      |                          |                        |                        |

## Lotta
Greco-Romana
| Atleta            | Evento | Qualificazione       | Ottavi                   | Quarti                     | Semifinale                 | Ripescaggio Turno 1      | Ripescaggio Turno 2  | Finale                    | Classifica |
| Atleta            | Evento | Avversario Risultato | Avversario Risultato     | Avversario Risultato       | Avversario Risultato       | Avversario Risultato     | Avversario Risultato | Avversario Risultato      |            |
| ----------------- | ------ | -------------------- | ------------------------ | -------------------------- | -------------------------- | ------------------------ | -------------------- | ------------------------- | ---------- |
| Andrea Minguzzi   | −84 kg |                      | Noumonvi V 2-0(1-1, 1-1) | Mišin V 2-1(1-1, 0-3, 2-1) | Abrahamian V 2-0(1-1, 2-1) |                          |                      | Fodor V 2-1(1-1,1-1, 4-0) | Oro        |
| Daigoro Timoncini | −96 kg | Kato V 2-0(2-0, 5-0) | Khushtov P 0-2(0-4, 0-4) |                            |                            | Mambetov P 0-2(1-2, 0-2) |                      |                           |            |

## Nuoto e sport acquatici

### Nuoto
Maschile
| Atleta                                                               | Evento               | Batterie                                                                     | Batterie     | Semifinali      | Semifinali      | Finale          | Finale          |
| Atleta                                                               | Evento               | Tempo                                                                        | Classifica   | Tempo           | Classifica      | Tempo           | Classifica      |
| -------------------------------------------------------------------- | -------------------- | ---------------------------------------------------------------------------- | ------------ | --------------- | --------------- | --------------- | --------------- |
| Alessandro Calvi                                                     | 50 m stile libero    | 22"50                                                                        | 28           | Non qualificato | Non qualificato | Non qualificato | Non qualificato |
| Filippo Magnini                                                      | 100 m stile libero   | 48"30                                                                        | 10 Q         | 48"11           | 9               | Non qualificato | Non qualificato |
| Emiliano Brembilla                                                   | 200 m stile libero   | 1'47"04                                                                      | 9 Q          | 1'47"70         | 11              | Non qualificato | Non qualificato |
| Massimiliano Rosolino                                                | 200 m stile libero   | 1'48"76                                                                      | 28           | Non qualificato | Non qualificato | Non qualificato | Non qualificato |
| Massimiliano Rosolino                                                | 400 m stile libero   | 3'45"57                                                                      | 13           |                 |                 | Non qualificato | Non qualificato |
| Federico Colbertaldo                                                 | 400 m stile libero   | 3'45"28                                                                      | 11           |                 |                 | Non qualificato | Non qualificato |
| Federico Colbertaldo                                                 | 1500 m stile libero  | 14'51"44                                                                     | 10           |                 |                 | Non qualificato | Non qualificato |
| Samuel Pizzetti                                                      | 1500 m stile libero  | 15'07"02                                                                     | 17           |                 |                 | Non qualificato | Non qualificato |
| Mirco Di Tora                                                        | 100 m dorso          | 54"39                                                                        | 14 Q         | 54"92           | 15              | Non qualificato | Non qualificato |
| Mattia Aversa                                                        | 200 m dorso          | 2'00"25                                                                      | 25           | Non qualificato | Non qualificato | Non qualificato | Non qualificato |
| Damiano Lestingi                                                     | 200 m dorso          | 1'58"53                                                                      | 12 Q         | 1'58"25         | 11              | Non qualificato | Non qualificato |
| Alessandro Terrin                                                    | 100 m rana           | Squalificato                                                                 | Squalificato | Non qualificato | Non qualificato | Non qualificato | Non qualificato |
| Paolo Bossini                                                        | 200 m rana           | 2'08"98                                                                      | 2 Q          | 2'09"95         | 7 Q             | 2'11"48         | 8               |
| Loris Facci                                                          | 200 m rana           | 2'09"12                                                                      | 3 Q          | 2'09"75         | 6 Q             | 2'10"57         | 7               |
| Mattia Nalesso                                                       | 100 m farfalla       | Non partito                                                                  | Non partito  | Non qualificato | Non qualificato | Non qualificato | Non qualificato |
| Niccolò Beni                                                         | 200 m farfalla       | 1'56"99                                                                      | 20           | Non qualificato | Non qualificato | Non qualificato | Non qualificato |
| Alessio Boggiatto                                                    | 200 m misti          | 1'58"80                                                                      | 7 Q          | 1'59"77         | 12              | Non qualificato | Non qualificato |
| Alessio Boggiatto                                                    | 400 m misti          | 4'10"68                                                                      | 6 Q          |                 |                 | 4'12"16         | 4               |
| Luca Marin                                                           | 400 m misti          | 4'10"22                                                                      | 3 Q          |                 |                 | 4'12"47         | 5               |
| Alessandro Calvi Christian Galenda Michele Santucci Filippo Magnini  | 4×100 m stile libero | 3'12"65 Calvi 48"58 Galenda 47"67 Santucci 49"56 Magnini 46"84               | 4 Q          |                 |                 | 3'11"48 RI      | 4               |
| Nicola Cassio Marco Belotti Emiliano Brembilla Massimiliano Rosolino | 4x200 m stile libero | 7'07"84 RE Cassio 1'48"76 Belotti 1'45"82 Brembilla 1'46"46 Rosolino 1'46"80 | 2 Q          |                 |                 | 7'05"35         | 4               |
| Mirco Di Tora Alessandro Terrin Mattia Nalesso Filippo Magnini       | 4x100 m misti        | 3'34"32 RI Di Tora 54"05 Terrin 1'01"25 Nalesso 51"96 Magnini 47"06          | 8 Q          |                 |                 | Squalificata    | Squalificata    |

Femminile
| Atleta                                                                             | Evento               | Batteria                                                                         | Batteria   | Semifinale      | Semifinale      | Finale                                                                         | Finale          |
| Atleta                                                                             | Evento               | Tempo                                                                            | Classifica | Tempo           | Classifica      | Tempo                                                                          | Classifica      |
| ---------------------------------------------------------------------------------- | -------------------- | -------------------------------------------------------------------------------- | ---------- | --------------- | --------------- | ------------------------------------------------------------------------------ | --------------- |
| Cristina Chiuso                                                                    | 50 m stile libero    | 25"74                                                                            | 34         | Non qualificata | Non qualificata | Non qualificata                                                                | Non qualificata |
| Maria Laura Simonetto                                                              | 100 m stile libero   | 56"72                                                                            | 42         | Non qualificata | Non qualificata | Non qualificata                                                                | Non qualificata |
| Federica Pellegrini                                                                | 200 m stile libero   | 1'55"45 RM                                                                       | 1 Q        | 1'57"23         | 3 Q             | 1'54"82 RM                                                                     | 1               |
| Federica Pellegrini                                                                | 400 m stile libero   | 4'02"19 RO                                                                       | 1 Q        |                 |                 | 4'04"56                                                                        | 5               |
| Alessia Filippi                                                                    | 800 m stile libero   | 8'21"95                                                                          | 4 Q        |                 |                 | 8'20"23                                                                        | 2               |
| Alessia Filippi                                                                    | 400 m misti          | 4'35"11                                                                          | 3 Q        |                 |                 | 4'34"34 RI                                                                     | 5               |
| Romina Armellini                                                                   | 100 m dorso          | 1'02"21                                                                          | 26         | Non qualificata | Non qualificata | Non qualificata                                                                | Non qualificata |
| Roberta Panara                                                                     | 100 m rana           | 1'08"90                                                                          | 22         | Non qualificata | Non qualificata | Non qualificata                                                                | Non qualificata |
| Ilaria Bianchi                                                                     | 100 m farfalla       | 58"12 RI                                                                         | 7 Q        | Squalificata    | Squalificata    | Non qualificata                                                                | Non qualificata |
| Paola Cavallino                                                                    | 200 m farfalla       | 2'10"46                                                                          | 20         | Non qualificata | Non qualificata | Non qualificata                                                                | Non qualificata |
| Erika Ferraioli Federica Pellegrini Maria Laura Simonetto Cristina Chiuso          | 4×100 m stile libero | 3:40.42 IR Ferraioli 56.10 Pellegrini 53.42 Simonetto 55.97 Chiuso 54.93         | 10         |                 |                 | Non qualificata                                                                | Non qualificata |
| Renata Spagnolo Flavia Zoccari Alice Carpanese Federica Pellegrini Alessia Filippi | 4x200 m stile libero | 7'53"38 RI Spagnolo 1'58"91 Zoccari 1'58"88 Carpanese 1'59"50 Pellegrini 1'56"09 | 3 Q        |                 |                 | 7'49"76 RE Spagnolo 1'58"31 Filippi 1'56"68 Zoccari 1'59"80 Pellegrini 1'54"97 | 4               |
| Romina Armellini Roberta Panara Ilaria Bianchi Federica Pellegrini                 | 4x100 m misti        | 4'04"93                                                                          | 10         |                 |                 | Non qualificata                                                                | Non qualificata |

### Tuffi
Maschile
| Atleta              | Evento           | Preliminari | Preliminari | Semifinale | Semifinale | Finale | Finale     |
| Atleta              | Evento           | Punti       | Classifica  | Punti      | Classifica | Punti  | Classifica |
| ------------------- | ---------------- | ----------- | ----------- | ---------- | ---------- | ------ | ---------- |
| Nicola Marconi      | Trampolino 3 m   | 430.90      | 18° Q       | 444.55     | 14th°      |        |            |
| Tommaso Marconi     | Trampolino 3 m   | 360.15      | 28°         |            |            |        |            |
| Francesco Dell'Uomo | Piattaforma 10 m | 388.80      | 25°         |            |            |        |            |

Femminile
| Atleta                        | Evento                | Preliminari | Preliminari | Semifinale | Semifinale | Finale | Finale     |
| Atleta                        | Evento                | Punti       | Classifica  | Punti      | Classifica | Punti  | Classifica |
| ----------------------------- | --------------------- | ----------- | ----------- | ---------- | ---------- | ------ | ---------- |
| Tania Cagnotto                | Trampolino 3 m        | 332.90      | 6^ Q        | 332.40     | 5^ Q       | 349.20 | 5^         |
| Tania Cagnotto                | Piattaforma 10 m      | 328.30      | 11^ Q       | 296.60     | 13^        |        |            |
| Maria Marconi                 | Trampolino 3 m        | 286.10      | 14^ Q       | 277.50     | 17^        |        |            |
| Valentina Marocchi            | Piattaforma 10 m      | 313.05      | 15^ Q       | 283.15     | 15^        |        |            |
| Noemi Batki Francesca Dallapé | Trampolino 3 m sincro |             |             |            |            | 296.70 | 6          |

### Nuoto sincronizzato
| Atleta                        | Evento | Programma tecnico (Preliminari) | Programma tecnico (Preliminari) | Programma libero (Preliminari) | Programma libero (Preliminari) | Programma libero (Preliminari) | Programma libero (Preliminari) | Programma libero (Finale) | Programma libero (Finale) |
| Atleta                        | Evento | Punti                           | Classifica                      | Punti                          | Classifica                     | Punti totali                   | Classifica                     | Punti                     | Classifica                |
| ----------------------------- | ------ | ------------------------------- | ------------------------------- | ------------------------------ | ------------------------------ | ------------------------------ | ------------------------------ | ------------------------- | ------------------------- |
| Beatrice Adelizzi Giulia Lapi | Duet   | 46.834                          | 7                               | 47.000                         | 7                              | 93.834                         | 7 Q                            | 46.917                    | 7                         |

### Pallanuoto

#### Maschile
| Rosa | Classifica |                   |
| --- | --- | ----------------- |
| V · D · M Nazionale maschile italiana di pallanuoto · Giochi olimpici - Pechino 2008 1 Tempesti · 2 Di Costanzo · 3 Binchi · 4 Buonocore · 5 Gallo · 6 Felugo · 7 Mangiante · 8 Angelini · 9 Bencivenga · 10 Calcaterra · 11 Sottani · 12 Mistrangelo · 13 Violetti · CT : Paolo Malara | 9° |                   |
| Nazionale maschile italiana di pallanuoto · Giochi olimpici - Pechino 2008 | |                   |
| 1 Tempesti · 2 Di Costanzo · 3 Binchi · 4 Buonocore · 5 Gallo · 6 Felugo · 7 Mangiante · 8 Angelini · 9 Bencivenga · 10 Calcaterra · 11 Sottani · 12 Mistrangelo · 13 Violetti · CT: Paolo Malara                                                                                       | 1 Tempesti · 2 Di Costanzo · 3 Binchi · 4 Buonocore · 5 Gallo · 6 Felugo · 7 Mangiante · 8 Angelini · 9 Bencivenga · 10 Calcaterra · 11 Sottani · 12 Mistrangelo · 13 Violetti · CT: Paolo Malara | Italia (bandiera) |

Fase a gironi
| Pos. | Squadra     | Giocate | Vinte | Pareggiate | Perse | Gol fatti | Gol subiti | Diff. Reti | Punti |
| ---- | ----------- | ------- | ----- | ---------- | ----- | --------- | ---------- | ---------- | ----- |
| 1    | Stati Uniti | 5       | 4     | 0          | 1     | 37        | 31         | +6         | 8     |
| 2    | Croazia     | 5       | 4     | 0          | 1     | 56        | 31         | +25        | 8     |
| 3    | Serbia      | 5       | 3     | 0          | 2     | 50        | 38         | +12        | 6     |
| 4    | Germania    | 5       | 2     | 0          | 3     | 33        | 44         | -11        | 4     |
| 5    | Italia      | 5       | 2     | 0          | 3     | 57        | 50         | +7         | 4     |
| 6    | Cina        | 5       | 0     | 0          | 5     | 25        | 64         | -39        | 0     |

| Partita n° | Data     | Ora   | Partita  | Partita | Partita     |
| ---------- | -------- | ----- | -------- | ------- | ----------- |
| 5          | 10.08.08 | 15.20 | Croazia  | 11-7    | Italia      |
| 9          | 12.08.08 | 12.10 | Italia   | 11-12   | Stati Uniti |
| 18         | 14.08.08 | 16.40 | Cina     | 7-19    | Italia      |
| 19         | 16.08.08 | 9.30  | Germania | 8-7     | Italia      |
| 25         | 18.08.08 | 9.30  | Serbia   | 12-13   | Italia      |

Fase finale
Quarti di finale 7/12 posto
| Partita n° | Data     | Ora  | Partita | Partita | Partita |
| ---------- | -------- | ---- | ------- | ------- | ------- |
| 31         | 20.08.08 | 9.30 | Canada  | 11-13   | Italia  |

Semifinale 7/10 posto
| Partita n° | Data     | Ora   | Partita   | Partita      | Partita |
| ---------- | -------- | ----- | --------- | ------------ | ------- |
| 36         | 22.08.08 | 10.50 | Australia | 17-16 (rig.) | Italia  |

Finale 9/10 posto
| Partita n° | Data     | Ora  | Partita | Partita | Partita  |
| ---------- | -------- | ---- | ------- | ------- | -------- |
| 40         | 24.08.08 | 9.30 | Italia  | 10-8    | Germania |

#### Femminile
| Rosa | Classifica |                   |
| --- | --- | ----------------- |
| V · D · M Nazionale femminile italiana di pallanuoto · Giochi olimpici - Pechino 2008 1 Gigli · 2 Miceli · 3 Casanova · 4 Bosurgi · 5 Valkai · 6 Zanchi · 7 Di Mario · 8 Ragusa · 9 Pavan · 10 Rocco · 11 Musumeci · 12 Frassinetti · 13 Brancati · CT : Mauro Maugeri | 6° |                   |
| Nazionale femminile italiana di pallanuoto · Giochi olimpici - Pechino 2008 | |                   |
| 1 Gigli · 2 Miceli · 3 Casanova · 4 Bosurgi · 5 Valkai · 6 Zanchi · 7 Di Mario · 8 Ragusa · 9 Pavan · 10 Rocco · 11 Musumeci · 12 Frassinetti · 13 Brancati · CT: Mauro Maugeri                                                                                        | 1 Gigli · 2 Miceli · 3 Casanova · 4 Bosurgi · 5 Valkai · 6 Zanchi · 7 Di Mario · 8 Ragusa · 9 Pavan · 10 Rocco · 11 Musumeci · 12 Frassinetti · 13 Brancati · CT: Mauro Maugeri | Italia (bandiera) |

Fase a gironi
| Pos. | Squadra     | Giocate | Vinte | Pareggiate | Perse | Gol fatti | Gol subiti | Diff. Reti | Punti |
| ---- | ----------- | ------- | ----- | ---------- | ----- | --------- | ---------- | ---------- | ----- |
| 1    | Stati Uniti | 3       | 2     | 1          | 0     | 33        | 27         | +6         | 5     |
| 2    | Italia      | 3       | 2     | 1          | 0     | 28        | 26         | +2         | 5     |
| 3    | Cina        | 3       | 1     | 0          | 2     | 33        | 33         | 0          | 2     |
| 4    | Russia      | 3       | 0     | 0          | 3     | 26        | 34         | -8         | 0     |

| Partita n° | Data     | Ora   | Partita     | Partita | Partita |
| ---------- | -------- | ----- | ----------- | ------- | ------- |
| 2          | 11.08.08 | 14.20 | Russia      | 8-9     | Italia  |
| 7          | 13.08.08 | 15.40 | Stati Uniti | 9-9     | Italia  |
| 12         | 15.08.08 | 17.00 | Italia      | 10-9    | Cina    |

Fase finale
Quarti di finale
| Partita n° | Data     | Ora   | Partita | Partita        | Partita     |
| ---------- | -------- | ----- | ------- | -------------- | ----------- |
| 15         | 17.08.08 | 15.40 | Italia  | 8-8 (3-5 rig.) | Paesi Bassi |

Finale 5/6 posto
| Partita n° | Data     | Ora   | Partita | Partita | Partita |
| ---------- | -------- | ----- | ------- | ------- | ------- |
| 16         | 19.08.08 | 13.00 | Cina    | 10-7    | Italia  |

## Pallavolo

### Beach volley
Maschile

#### Fase gironi
| 10/08/2008 | 13.00 | M. Araujo - Fabio Luiz | - | Lione - Amore | 2 - 0 | (21-18,21-18) | Beach Volleyball Ground |
| 12/08/2008 | 21:00 | Barsouk - Kolodinsky   | - | Lione - Amore | 2 - 0 | (21-17,21-13) | Beach Volleyball Ground |
| 14/08/2008 | 15:00 | Doppler - Gartmayer    | - | Lione - Amore | 2 - 0 | (21-19,24-22) | Beach Volleyball Ground |

| posiz | squadra                          | G | W | P | Sv | Sp | Pf  | Ps  | Pts |
| ----- | -------------------------------- | - | - | - | -- | -- | --- | --- | --- |
| 1     | Doppler - Gartmayer (Austria)    | 3 | 3 | 0 | 6  | 2  | 156 | 144 | 6   |
| 2     | M. Araujo - Fabio Luiz (Brasile) | 3 | 2 | 1 | 5  | 2  | 118 | 131 | 5   |
| 3     | Barsouk - Kolodinsky (Russia)    | 3 | 1 | 2 | 3  | 4  | 132 | 130 | 4   |
| 4     | Lione - Amore (Italia)           | 3 | 0 | 3 | 0  | 6  | 107 | 129 | 3   |

### Pallavolo

#### Maschile
Fase a gironi
| posiz | squadra     | G | W | P | Sv | Sp | Quoz  | Pf  | Ps  | Quoz  | Pts |
| ----- | ----------- | - | - | - | -- | -- | ----- | --- | --- | ----- | --- |
| 1     | Stati Uniti | 5 | 5 | 0 | 15 | 4  | 3,750 | 460 | 371 | 1,240 | 10  |
| 2     | Italia      | 5 | 4 | 1 | 13 | 6  | 2,167 | 439 | 401 | 1,095 | 9   |
| 3     | Bulgaria    | 5 | 3 | 2 | 10 | 9  | 1,111 | 446 | 440 | 1,014 | 8   |
| 4     | Cina        | 5 | 2 | 3 | 9  | 13 | 0,692 | 445 | 492 | 0,904 | 7   |
| 5     | Venezuela   | 5 | 1 | 4 | 8  | 12 | 0,667 | 421 | 451 | 0,933 | 6   |
| 6     | Giappone    | 5 | 0 | 5 | 4  | 15 | 0,267 | 392 | 448 | 0,875 | 5   |

| 10/08/2008 | 12.00 | Italia | - | Giappone    | 3 - 1 | 25-19, 25-18, 23-25, 25-17        | Beijing Institute of Technology Gymnasium |
| 12/08/2008 | 12.30 | Italia | - | Stati Uniti | 1 - 3 | 26-24, 22-25, 15-25, 21-25        | Capital Indoor Stadium                    |
| 14/08/2008 | 10.00 | Italia | - | Venezuela   | 3 - 0 | 25-21, 25-20, 25-21               | Beijing Institute of Technology Gymnasium |
| 16/08/2008 | 14.30 | Italia | - | Bulgaria    | 3 - 0 | 25-20, 25-21, 25-16               | Capital Indoor Stadium                    |
| 18/08/2008 | 20.00 | Cina   |   | Italia      | 2 - 3 | 17-25, 23-25, 25-21, 25-20, 14-16 | Capital Indoor Stadium                    |

Fase finale
Quarti di finale
| 20/08/2008 | 12.00 | Polonia | - | Italia | 2 - 3 | 19-25, 22-25, 25-18, 28-26, 15-17 | Capital Indoor Stadium |

Semifinale
| 20/08/2008 | 12.00 | Italia | - | Brasile | 1 - 3 | 25-19, 18-25, 21-25, 22-25 | Capital Indoor Stadium |

Finale 3/4 posto
| 20/08/2008 | 12.00 | Russia | - | Italia | 3 - 0 | 25-22, 25-19, 25-22 | Capital Indoor Stadium |

#### Femminile
Fase a gironi
| posiz | squadra    | G | V | P | Sv | Sp | Quoz  | Pf  | Ps  | Quoz  | Pts |
| ----- | ---------- | - | - | - | -- | -- | ----- | --- | --- | ----- | --- |
| 1     | Brasile    | 5 | 5 | 0 | 15 | 0  | MAX   | 377 | 226 | 1,668 | 10  |
| 2     | Italia     | 5 | 4 | 1 | 12 | 4  | 3,000 | 372 | 315 | 1,181 | 9   |
| 3     | Russia     | 5 | 3 | 2 | 10 | 6  | 1,667 | 353 | 312 | 1,131 | 8   |
| 4     | Serbia     | 5 | 2 | 3 | 6  | 10 | 0,600 | 343 | 349 | 0,983 | 7   |
| 5     | Kazakistan | 5 | 1 | 4 | 4  | 13 | 0,308 | 323 | 404 | 0,800 | 6   |
| 6     | Algeria    | 5 | 0 | 5 | 1  | 15 | 0,067 | 230 | 392 | 0,587 | 5   |

| 09/08/2008 | 10.00 | Italia     | - | Russia  | 3 - 1 | 25-20, 17-25, 25-16, 25-23 | Beijing Institute of Technology Gymnasium |
| 11/08/2008 | 12.00 | Kazakistan | - | Italia  | 0 - 3 | 19-25, 15-25, 21-25        | Beijing Institute of Technology Gymnasium |
| 13/08/2008 | 10.00 | Italia     | - | Algeria | 3 - 0 | 25-7, 25-20, 25-12         | Beijing Institute of Technology Gymnasium |
| 15/08/2008 | 14.30 | Serbia     | - | Italia  | 0 - 3 | 23-25, 20-25, 19-25        | Capital Indoor Stadium                    |
| 17/08/2008 | 14.00 | Italia     | - | Brasile | 0 - 3 | 16-25, 22-25, 17-25        | Capital Indoor Stadium                    |

Fase finale
Quarti di finale
| 19/08/2008 | 22.00 | Stati Uniti | - | Italia | 3 - 2 | 20-25, 25-21, 19-25, 25-18, 15-6 | Capital Indoor Stadium |

## Pentathlon moderno
Maschile
| Atleta           | Tiro a segno | Scherma | Nuoto | Equitazione | Corsa | Totale Punti | Classifica |
| ---------------- | ------------ | ------- | ----- | ----------- | ----- | ------------ | ---------- |
| Nicola Benedetti | 1132         | 784     | 1180  | 1056        | 1192  | 5344         | 14         |
| Andrea Valentini | 1120         | 832     | 1220  | 972         | 1144  | 5288         | 17         |

Femminile
| Atleta          | Tiro a segno | Scherma | Nuoto | Equitazione | Corsa | Totale Punti | Classifica |
| --------------- | ------------ | ------- | ----- | ----------- | ----- | ------------ | ---------- |
| Claudia Corsini | 1144         | 736     | 1252  | 1116        | 1160  | 5408         | 14         |
| Sara Bertoli    | 1024         | 712     | 1220  | 872         | 1128  | 4956         | 32         |

## Pugilato
| Atleta                    | Evento                          | 16-esimi             | Ottavi               | Quarti               | Semifinali           | Finale               |
| Atleta                    | Evento                          | Avversario Risultato | Avversario Risultato | Avversario Risultato | Avversario Risultato | Avversario Risultato |
| ------------------------- | ------------------------------- | -------------------- | -------------------- | -------------------- | -------------------- | -------------------- |
| Vincenzo Picardi          | Pesi mosca (-51 kg)             | Chiyanika V 10-3     | Payano V 8-4         | Cherif V 7-5         | Jongjohor P 1-7      |                      |
| Alessio Di Savino         | Pesi piuma (-54 kg)             |                      | Petchkoom P 1-12     |                      |                      |                      |
| Vittorio Jahyn Parrinello | Pesi gallo (-57 kg)             | Williams P 1-9       |                      |                      |                      |                      |
| Domenico Valentino        | Pesi leggeri (-60 kg)           | Tamsamani V 15-4     | Ugás P 2-10          |                      |                      |                      |
| Clemente Russo            | Pesi massimi (-91 kg)           |                      | Zuyeu V 7-1          | Usyk V 7-4           | Wilder V 7-1         | Chakhkiev P 2-4      |
| Roberto Cammarelle        | Pesi supermassimi (oltre 91 kg) |                      | Tomasovic V 13-1     | Rivas V 9-5          | Price V RSC          | Zhilei V RSC         |

## Scherma
Maschile
| Atleta                                                            | Evento               | Preliminari          | 16-esimi             | Ottavi               | Quarti di finale        | Semifinale           | Finale               |
| Atleta                                                            | Evento               | Avversario Punteggio | Avversario Punteggio | Avversario Punteggio | Avversario Punteggio    | Avversario Punteggio | Avversario Punteggio |
| ----------------------------------------------------------------- | -------------------- | -------------------- | -------------------- | -------------------- | ----------------------- | -------------------- | -------------------- |
| Diego Confalonieri                                                | Spada Individuale    |                      | Motyka V (15-10)     | Imre V (15-9)        | Abajo P (9-15)          |                      |                      |
| Matteo Tagliariol                                                 | Spada Individuale    |                      | Torkildsen V (15-10) | Robeiri V (15-11)    | Verwijlen V (15-11)     | Abajo V (15-12)      | Jeannet V (15-9)     |
| Alfredo Rota                                                      | Spada Individuale    |                      | Boczko P (10-11)     |                      |                         |                      |                      |
| Andrea Cassarà                                                    | Fioretto individuale |                      |                      | Schlosser V (15-8)   | Zhu Jun P (14-15)       |                      |                      |
| Salvatore Sanzo                                                   | Fioretto individuale |                      |                      | McGuire V (15-3)     | Le Pechoux V (9+1-9)    | Ota P (14-15)        | Zhu Jun V (15-14)    |
| Luigi Tarantino                                                   | Sciabola individuale |                      | Agresta V (15-8)     | Sanson V (15-7)      | Zhong Man P (13-15)     |                      |                      |
| Aldo Montano                                                      | Sciabola individuale |                      | Beaudry V (15-4)     | Pina Pérez P (14-15) |                         |                      |                      |
| Diego Occhiuzzi                                                   | Sciabola individuale |                      | Pina Pérez P (9-15)  |                      |                         |                      |                      |
| Diego Confalonieri Stefano Carozzo Alfredo Rota Matteo Tagliariol | Spada a squadre      |                      |                      |                      | Corea del Sud V (45-37) | Francia P (39-45)    | Cina V (45-35)       |
| Aldo Montano Diego Occhiuzzi Giampiero Pastore Luigi Tarantino    | Sciabola a squadre   |                      |                      |                      | Bielorussia V (45-39)   | Francia P (41-45)    | Russia V (45-44)     |

Femminile
| Atleta                                                                    | Evento               | Preliminari          | 16-esimi              | Ottavi               | Quarti di finale     | Semifinale                 | Finale               |
| Atleta                                                                    | Evento               | Avversario Punteggio | Avversario Punteggio  | Avversario Punteggio | Avversario Punteggio | Avversario Punteggio       | Avversario Punteggio |
| ------------------------------------------------------------------------- | -------------------- | -------------------- | --------------------- | -------------------- | -------------------- | -------------------------- | -------------------- |
| Giovanna Trillini                                                         | Fioretto Individuale |                      | Company V (15-7)      | Šanaeva V (15-3)     | Wachter V (15-8)     | Nam P (10-15)              | Granbassi P (12-15)  |
| Margherita Granbassi                                                      | Fioretto Individuale |                      | Angad-Gaur V (11-6)   | Nikišina V (11-4)    | Lamonova V (12-7)    | Valentina Vezzali P (3-12) | Trillini V (15-12)   |
| Valentina Vezzali                                                         | Fioretto Individuale |                      | Mroczkiewicz V (15-3) | Zhang V (10-7)       | Knapek V (15-3)      | Granbassi V (12-3)         | Nam V (6-5)          |
| Ilaria Bianco                                                             | Sciabola individuale |                      | Haiyang V (15-12)     | Velikaya P (6-15)    |                      |                            |                      |
| Gioia Marzocca                                                            | Sciabola individuale |                      | Kharlan P (8-15)      |                      |                      |                            |                      |
| Margherita Granbassi Ilaria Salvatori Giovanna Trillini Valentina Vezzali | Fioretto a squadre   |                      |                       |                      | Cina V (37-24)       | Russia P (21-21+1)         | Ungheria V (32-23)   |

## Sollevamento pesi
Maschile
| Atleta          | Evento  | Strappo   | Strappo    | Slancio   | Slancio    | Totale | Classifica |
| Atleta          | Evento  | Risultato | Classifica | Risultato | Classifica | Totale | Classifica |
| --------------- | ------- | --------- | ---------- | --------- | ---------- | ------ | ---------- |
| Vito Dellino    | -56 kg  | 110       | 15         | 137       | 14         | 247    | 14         |
| Giorgio De Luca | -69 kg  | 131       | 21         | 0         | -          | DNF    | -          |
| Moreno Boer     | -105 kg | 150       | 17         | 170       | 18         | 330    | 18         |

Femminile
| Atleta         | Evento | Strappo   | Strappo    | Slancio   | Slancio    | Totale | Classifica |
| Atleta         | Evento | Risultato | Classifica | Risultato | Classifica | Totale | Classifica |
| -------------- | ------ | --------- | ---------- | --------- | ---------- | ------ | ---------- |
| Genny Pagliaro | -48 kg | 0         | -          | 0         | -          | DNF    | -          |

## Tennis
Maschile
| Atleta                       | Evento  | 64-esimi   | 64-esimi            | 32-esimi             | 32-esimi       | 16-esimi | Quarti di finale | Semifinali | Finale     |
| Atleta                       | Evento  | Avversario | Punteggio           | Avversario           | Punteggio      |          |                  |            | Classifica |
| ---------------------------- | ------- | ---------- | ------------------- | -------------------- | -------------- | -------- | ---------------- | ---------- | ---------- |
| Simone Bolelli               | Singolo | V Hănescu  | 1-2 (5-7, 6-3, 4-6) |                      |                |          |                  |            |            |
| Andreas Seppi                | Singolo | T Robredo  | 2-1 (6-4, 4-6, 8-6) | T Berdych            | 0-2 (3-6, 6-7) |          |                  |            |            |
| Potito Starace               | Singolo | R Nadal    | 1-2 (2-6, 6-3, 2-6) |                      |                |          |                  |            |            |
| Simone Bolelli Andreas Seppi | Doppio  |            |                     | R Federer S Wawrinka | 0-2 (5-7, 1-6) |          |                  |            |            |

Femminile
| Atleta                              | Evento  | 64-esimi       | 64-esimi       | 32-esimi             | 32-esimi            | 16-esimi            | 16-esimi            | Quarti di finale          | Quarti di finale    | Semifinali | Finale     |
| Atleta                              | Evento  | Avversario     | Punteggio      | Avversario           | Punteggio           | Avversario          | Punteggio           | Avversario                | Punteggio           |            | Classifica |
| ----------------------------------- | ------- | -------------- | -------------- | -------------------- | ------------------- | ------------------- | ------------------- | ------------------------- | ------------------- | ---------- | ---------- |
| Sara Errani                         | Singolo | S Stosur       | 0-2 (3-6, 2-6) |                      |                     |                     |                     |                           |                     |            |            |
| Flavia Pennetta                     | Singolo | K Kanepi       | 0-2 (2-6, 6-7) |                      |                     |                     |                     |                           |                     |            |            |
| Mara Santangelo                     | Singolo | D Safina       | 0-2 (3-6, 6-7) |                      |                     |                     |                     |                           |                     |            |            |
| Francesca Schiavone                 | Singolo | A Amanmuradova | 2-0 (6-4, 6-2) | A Radwańska          | 2-0 (6-3, 7-6)      | V Zvonarëva         | 0-2 (6-7, 4-6)      |                           |                     |            |            |
| Mara Santangelo Roberta Vinci       | Doppio  |                |                | S Kuznecova D Safina | 1-2 (1-6, 6-3, 5-7) |                     |                     |                           |                     |            |            |
| Flavia Pennetta Francesca Schiavone | Doppio  |                |                | C Dellacqua A Molik  | 2-0 (6-4, 6-4)      | Y-j Chan C-j Chuang | 2-1 (7-6, 1-6, 8-6) | A Bondarenko K Bondarenko | 1-2 (1-6, 6-3, 7-5) |            |            |

## Tennis tavolo
Maschile
| Atleta         | Evento  | Preliminari          | Round 1              | Round 2              | Round 3              | Round 4              | Quarti di finale     | Semifinale           | Finale               |
| Atleta         | Evento  | Avversario Risultato | Avversario Risultato | Avversario Risultato | Avversario Risultato | Avversario Risultato | Avversario Risultato | Avversario Risultato | Avversario Risultato |
| -------------- | ------- | -------------------- | -------------------- | -------------------- | -------------------- | -------------------- | -------------------- | -------------------- | -------------------- |
| Mihai Bobocica | Singolo | Norouzi V 4-2        | Kuzmin V 4-1         | Tokic P 3-4          |                      |                      |                      |                      |                      |

Femminile
| Atleta                 | Evento  | Preliminari          | Round 1              | Round 2              | Round 3              | Round 4              | Quarti di finale     | Semifinale           | Finale               |
| Atleta                 | Evento  | Avversario Risultato | Avversario Risultato | Avversario Risultato | Avversario Risultato | Avversario Risultato | Avversario Risultato | Avversario Risultato | Avversario Risultato |
| ---------------------- | ------- | -------------------- | -------------------- | -------------------- | -------------------- | -------------------- | -------------------- | -------------------- | -------------------- |
| Nikoleta Stefanova     | Singolo |                      | Fadeeva V 4-0        | Boroš P 1-4          |                      |                      |                      |                      |                      |
| Wenling Tan Monfardini | Singolo |                      | Sorochinskaya V 4-2  | Qiangbing P 2-4      |                      |                      |                      |                      |                      |

## Tiro a segno/volo
Maschile
| Atleta              | Evento                         | Qualificazione | Qualificazione | Finale    | Finale     | Classifica |
| Atleta              | Evento                         | Punteggio      | Classifica     | Punteggio | Classifica | Classifica |
| ------------------- | ------------------------------ | -------------- | -------------- | --------- | ---------- | ---------- |
| Niccolò Campriani   | Carabina 10 m aria compressa   | 594            | 12             |           |            | 12         |
| Niccolò Campriani   | Carabina 50 m a terra          | 588            | 38             |           |            | 38         |
| Niccolò Campriani   | Carabina 50 m tripla posizione | 1153           | 39             |           |            | 39         |
| Marco De Nicolo     | Carabina 10 m aria compressa   | 592            | 20             |           |            | 20         |
| Marco De Nicolo     | Carabina 50 m a terra          | 593            | 15             |           |            | 15         |
| Marco De Nicolo     | Carabina 50 m tripla posizione | 1169           | 9              |           |            | 9          |
| Mauro Badaracchi    | Pistola 10 m aria compressa    | 571            | 40             |           |            | 40         |
| Vigilio Fait        | Pistola 10 m aria compressa    | 580            | 9              |           |            | 9          |
| Vigilio Fait        | Pistola 50 m                   | 551            | 28             |           |            | 28         |
| Francesco Bruno     | Pistola 50 m                   | 554            | 19             |           |            | 19         |
| Andrea Benelli      | Skeet                          | 113            | 24             |           |            | 24         |
| Ennio Falco         | Skeet                          | 117            | 14             |           |            | 14         |
| Erminio Frasca      | Trap                           | 120            | 3              | 20        | 140+1      | 6          |
| Giovanni Pellielo   | Trap                           | 120            | 4              | 23        | 143        | Argento    |
| Francesco D'Aniello | Double trap                    | 141            | 2nd            | 46        | 187        | Argento    |
| Daniele Di Spigno   | Double trap                    | 135            | 10             |           |            | 10         |

Femminile
| Atleta             | Evento                         | Qualificazione | Qualificazione | Finale    | Finale     | Classifica |
| Atleta             | Evento                         | Punteggio      | Classifica     | Punteggio | Classifica | Classifica |
| ------------------ | ------------------------------ | -------------- | -------------- | --------- | ---------- | ---------- |
| Valentina Turisini | Carabina 10 m aria compressa   | 393            | 28             |           |            | 28         |
| Valentina Turisini | Carabina 50 m tripla posizione | 579            | 15             |           |            | 15         |
| Maura Genovesi     | Pistola 10 m aria compressa    | 378            | 28             |           |            | 28         |
| Maura Genovesi     | Pistola 25 m                   | 286            | 32             |           |            | 32         |
| Chiara Cainero     | Skeet                          | 72 (OR)        | 1              | 21        | 93         | Oro        |
| Deborah Gelisio    | Trap                           | 66             | 7              |           |            | 7          |

## Tiro con l'arco
Maschile
| Atleta                                     | Evento      | Round di qualificazione | Round di qualificazione | 64-esimi             | 32-esimi                            | 16-esimi              | Quarti di finale       | Semifinale            | Finale                      | Finale     |
| Atleta                                     | Evento      | Punteggio               | Seed                    | Avversario Punteggio | Avversario Punteggio                | Avversario Punteggio  | Avversario Punteggio   | Avversario Punteggio  | Avversario Punteggio        | Classifica |
| ------------------------------------------ | ----------- | ----------------------- | ----------------------- | -------------------- | ----------------------------------- | --------------------- | ---------------------- | --------------------- | --------------------------- | ---------- |
| Ilario Di Buò                              | Individuale | 670                     | 9                       | Bulir (56) W 111-100 | Wunderle (41) L 108-108 (9-9, 8-10) |                       |                        |                       |                             |            |
| Marco Galiazzo                             | Individuale | 667                     | 12                      | Dall (53) W 114-97   | Wills (21) L 110-109                |                       |                        |                       |                             |            |
| Mauro Nespoli                              | Individuale | 649                     | 44                      | Wills (21) L 99-103  |                                     |                       |                        |                       |                             |            |
| Ilario Di Buò Marco Galiazzo Mauro Nespoli | Squadre     | 1986                    | 6                       |                      |                                     | Canada (11) W 219-217 | Malaysia (3) W 218-213 | Ucraina (2) W 223-221 | Corea del Sud (1) L 227-225 | Silver     |

Femminile
| Atleta                                            | Evento      | Round di qualificazione | Round di qualificazione | 64-esimi                     | 32-esimi             | 16-esimi             | Quarti di finale     | Semifinale           | Finale               | Finale     |
| Atleta                                            | Evento      | Punteggio               | Seed                    | Avversario Punteggio         | Avversario Punteggio | Avversario Punteggio | Avversario Punteggio | Avversario Punteggio | Avversario Punteggio | Classifica |
| ------------------------------------------------- | ----------- | ----------------------- | ----------------------- | ---------------------------- | -------------------- | -------------------- | -------------------- | -------------------- | -------------------- | ---------- |
| Pia Carmen Lionetti                               | Individuale | 613                     | 51                      | Schuh (14) L 107-112         |                      |                      |                      |                      |                      |            |
| Elena Tonetta                                     | Individuale | 595                     | 55                      | Rendon (10) L 106-106 (9-10) |                      |                      |                      |                      |                      |            |
| Natalia Valeeva                                   | Individuale | 634                     | 30                      | Bannova (35) W 107-105       | Joo (3) L 108-110    |                      |                      |                      |                      |            |
| Pia Carmen Lionetti Elena Tonetta Natalia Valeeva | Squadre     | 1842                    | 9                       |                              |                      | (8) W 215-211        | (1) L 231-217        |                      |                      | 5          |

## Triathlon
Maschile
| Atleta          | Evento      | Nuoto | Ciclismo | Corsa | Totale     | Classifica |
| --------------- | ----------- | ----- | -------- | ----- | ---------- | ---------- |
| Emilio D'Aquino | Individuale | 18:22 | 58:56    | 35:43 | 1:53:58.22 | 40         |
| Daniel Fontana  | Individuale | 18:22 | 58:55    | 34:26 | 1:52:39.21 | 33         |

Femminile
| Atleta          | Evento      | Nuoto | Ciclismo | Corsa | Totale     | Classifica |
| --------------- | ----------- | ----- | -------- | ----- | ---------- | ---------- |
| Charlotte Bonin | Individuale | 20:07 | 1:06:58  | 41:30 | 2:09:42.09 | 44         |
| Nadia Cortassa  | Individuale | 20:31 |          |       |            | n/a        |

## Vela
Maschile
| Atleta                       | Evento | Regata | Regata | Regata | Regata | Regata | Regata | Regata | Regata | Regata | Regata | Regata | Punteggio | Classifica |
| Atleta                       | Evento | 1      | 2      | 3      | 4      | 5      | 6      | 7      | 8      | 9      | 10     | 11     | Punteggio | Classifica |
| ---------------------------- | ------ | ------ | ------ | ------ | ------ | ------ | ------ | ------ | ------ | ------ | ------ | ------ | --------- | ---------- |
| Fabian Heidegger             | RS:X   | 14     | 12     | 8      | 17     | 18     | 13     | 18     | 24     | 21     | 17     |        | 138 pts   | 20         |
| Diego Romero                 | Laser  | 6      | 3      | 5      | 36     | 10     | 15     | 11     | 9      | 10     | Can    | 6      | 75 pts    |            |
| Andrea Trani Gabria Zandona' | 470    | 10     | 4      | 7      | 7      | 2      | 21     | 19     | 6      | 29     | 5      | 10     | 91 pts    | 6          |
| Diego Negri Luigi Viale      | Star   | 13     | 8      | 12     | 7      | 11     | 7      | 7      | 6      | 13     | 5      | 16     | 92 pts    | 10         |

Femminile
| Atlete                                                 | Evento       | Regata | Regata | Regata | Regata | Regata | Regata | Regata | Regata | Regata | Regata | Regata | Punteggio | Classifica |
| Atlete                                                 | Evento       | 1      | 2      | 3      | 4      | 5      | 6      | 7      | 8      | 9      | 10     | 11     | Punteggio | Classifica |
| ------------------------------------------------------ | ------------ | ------ | ------ | ------ | ------ | ------ | ------ | ------ | ------ | ------ | ------ | ------ | --------- | ---------- |
| Alessandra Sensini                                     | RS:X         | 6      | 2      | 9      | 1      | 28     | 3      | 2      | 2      | 5      | 8      | 2      | 40 pts    |            |
| Larissa Nevierov                                       | Laser Radial | 17     | 15     | 22     | 9      | 11     | 13     | 16     | 24     | 21     | Can    |        | 124 pts   | 19         |
| Giulia Conti Giovanna Micol                            | 470          | 14     | 7      | 6      | 3      | 6      | 11     | 4      | 19     | 12     | 6      | 6      | 75 pts    | 5          |
| Chiara Calligaris Giulia Pignolo Francesca Scognamillo | Yngling      | 15     | 14     | 13     | 9      | 8      | 9      | 7      | 14     | Can    | Can    |        | 74 pts    | 15         |

Misti
| Atleti                              | Evento  | Regate | Regate | Regate | Regate | Regate | Regate | Regate | Regate | Regate | Regate | Regate | Regate | Regate | Regate | Regate | Regate | Punteggio | Classifica |
| Atleti                              | Evento  | 1      | 2      | 3      | 4      | 5      | 6      | 7      | 8      | 9      | 10     | 11     | 12     | 13     | 14     | 15     | 16     | Punteggio | Classifica |
| ----------------------------------- | ------- | ------ | ------ | ------ | ------ | ------ | ------ | ------ | ------ | ------ | ------ | ------ | ------ | ------ | ------ | ------ | ------ | --------- | ---------- |
| Giorgio Poggi                       | Finn    | 17     | 7      | 14     | 21     | 6      | 12     | 9      | 9      | Can    | Can    |        |        |        |        |        |        | 74 pts    | 11         |
| Gianfranco Sibello Pietro Sibello   | 49er    | 3      | 9      | 1      | 1      | 6      | 9      | 3      | 8      | 12     | 17     | 3      | 3      | Can    | Can    | Can    | 8      | 66 pts    | 4          |
| Edoardo Bianchi Francesco Marcolini | Tornado | 15     | 9      | 4      | 2      | 8      | 4      | 6      | 11     | 8      | 6      | 16     |        |        |        |        |        | 74 pts    | 7          |